# Rævkærgård
Rævkærgaard er en gård i Åby Sogn der i 8 år var en hovedgård eget af Kirsten Bille. Siden 1668 har den hørt under Birkelse gods. 